# Liste der Abgeordneten zum Salzburger Landtag (8. Gesetzgebungsperiode)
Diese Liste der Abgeordneten zum Salzburger Landtag 8. Gesetzgebungsperiode listet alle Abgeordneten zum Salzburger Landtag in der 8. Gesetzgebungsperiode bzw. 12. Wahlperiode auf. Die Gesetzgebungsperiode dauerte von der Konstituierung des Landtags am 16. Mai 1979 bis zum 15. Mai 1984. Die Konstituierung des nachfolgenden Landtags der 9. Gesetzgebungsperiode erfolgte am 16. Mai 1984.
Bei der Landtagswahl 1979 verzeichnete die Österreichische Volkspartei (ÖVP) leichte Verluste und verlor ein Mandat. Die ÖVP stellte in der Folge 17 von insgesamt 36 Mandaten. Von den Verlusten der ÖVP profitierte die Sozialistische Partei Österreichs (SPÖ), die ein Mandat hinzugewann und mit 14 Mandataren in den Landtag einzog. Die Freiheitliche Partei Österreichs (FPÖ) blieb hingegen unverändert und stellte weiterhin fünf Landtagsabgeordnete.
Nach der Angelobung der Landtagsabgeordneten erfolgte am 16. Mai 1979 die Wahl der Landesregierung Haslauer II, die damit der Landesregierung Haslauer I nachfolgte.

## Funktionen

### Landtagspräsidenten
Nach dem Sieg der ÖVP bei der Landtagswahl 1979 wurde Hans Schmidinger (ÖVP) erneut zum Landtagspräsidenten gewählt. Auch der bisherige Zweite Landtagspräsident Karl Zillner (SPÖ) übte sein Amt weiterhin aus. Lediglich Josef Hörl (ÖVP) löste Hans Zyla (ÖVP) als neuen, Dritten Landtagspräsidenten ab. Die Wahl der drei Präsidenten wurde in der konstituierenden Sitzung am 16. Mai 1979 durchgeführt. Nach dem Tod von Karl Zillner am 11. Juli 1983 wurde Johann Pitzler zum neuen, Zweiten Landtagspräsidenten gewählt.

### Landtagsabgeordnete
| Name                     | Fraktion | Anmerkung                                                        |
| ------------------------ | -------- | ---------------------------------------------------------------- |
| Aspöck Robert            | FPÖ      | am 21. Mai 1980 für Alois Zillner angelobt, bis 18. Oktober 1983 |
| Bachmann Hans            | FPÖ      |                                                                  |
| Brunauer Josef           | SPÖ      | bis 18. Oktober 1983                                             |
| Brunner Othmar           | SPÖ      | bis 7. Juli 1981                                                 |
| Dengg Annemarie          | ÖVP      |                                                                  |
| Eisl Andreas             | FPÖ      | am 16. März 1983 für Sepp Wiesner angelobt                       |
| Emberger Bertl           | ÖVP      |                                                                  |
| Fink Karl                | SPÖ      | am 19. Oktober 1983 für Josef Brunauer angelobt                  |
| Gmachl Wolfgang          | ÖVP      |                                                                  |
| Griessner Georg          | ÖVP      |                                                                  |
| Gruber Jakob             | SPÖ      | bis 11. Mai 1982                                                 |
| Haunsberger Wolfgang     | ÖVP      |                                                                  |
| Hofer Margot             | FPÖ      | am 19. Oktober 1983 für Robert Aspöck angelobt                   |
| Hofmann Karl             | SPÖ      |                                                                  |
| Hörl Josef               | ÖVP      |                                                                  |
| Janschitz Robert         | SPÖ      |                                                                  |
| Maier Georg              | SPÖ      | am 17. Februar 1982 für Robert Janschitz angelobt                |
| Mayer-Schönberger Viktor | ÖVP      |                                                                  |
| Nacovsky Othmar          | SPÖ      | bis 16. Februar 1982                                             |
| Neumayer Leonhard        | ÖVP      |                                                                  |
| Pichler Josef            | SPÖ      |                                                                  |
| Posch Christian          | ÖVP      |                                                                  |
| Raus Othmar              | SPÖ      |                                                                  |
| Rieser Walter            | SPÖ      | am 21. September 1983 für Karl Zillner angelobt                  |
| Pitzler Johann           | SPÖ      |                                                                  |
| Rotschopf Peter          | ÖVP      |                                                                  |
| Rud Walter               | FPÖ      |                                                                  |
| Schausberger Franz       | ÖVP      |                                                                  |
| Schmidinger Hans         | ÖVP      |                                                                  |
| Schreiner Helmut         | ÖVP      |                                                                  |
| Schuller Hellfried       | FPÖ      |                                                                  |
| Schwaighofer Josef       | ÖVP      |                                                                  |
| Spann Franz              | ÖVP      |                                                                  |
| Springle Maria           | SPÖ      |                                                                  |
| Steinmetzer Christina    | ÖVP      |                                                                  |
| Stockinger Walter        | SPÖ      | bis 15. Oktober 1979                                             |
| Stöllinger Alois         | SPÖ      |                                                                  |
| Stuchlik Inge            | SPÖ      | am 24. Oktober 1979 für Walter Stockinger angelobt               |
| Thaler Walter            | SPÖ      | am 12. Mai 1982 für Jakob Gruber angelobt                        |
| Vogl Walter              | ÖVP      |                                                                  |
| Wahlhütter Reinhold      | SPÖ      | am 8. Juli 1981 für Othmar Brunner angelobt                      |
| Weichenberger Josef      | SPÖ      |                                                                  |
| Wiesner Sepp             | FPÖ      | Mandatsverzicht per 15. März 1983                                |
| Zillner Karl             | FPÖ      | am 11. Juli 1983 verstorben                                      |
| Zillner Alois            | FPÖ      | bis 20. Mai 1980                                                 |